# Сторожевое (Черноморский район)
Сторожевое (до 1948 года Алдерменская Скала; укр. Сторожеве, крымскотат. Aldermen, Алдермен) — исчезнувшее село в Черноморском районе Республики Крым, располагавшееся на севере района, в степной части Крыма, находилось примерно в 5 километрах восточнее пгт Черноморское.

## История
Первое документальное упоминание селения встречается в Камеральном Описании Крыма… 1784 года, судя по которому, в последний период Крымского ханства Артаер входил в Мангытский кадылык Козловскаго каймаканства.
Видимо, во время присоединения Крыма к России население деревни выехало в Турцию, поскольку в ревизских документах конца XVIII — первой половины XIX веков не встречается. После создания 8 (20) октября 1802 года Таврической губернии, Карлав территориально находился в составе Яшпетской волости Евпаторийского уезда.
На военно-топографической карте генерал-майора Мухина 1817 года обозначен пустующий Альдермен, на карте 1836 года в деревне Алдермен, или Алмерден 10 дворов, на карте 1842 года обозначена условным знаком «малая деревня», то есть, менее 5 дворов, но с мечетью.
Затем селение исчезает из доступнух документов и вновь упоминается в указе Президиума Верховного Совета РСФСР от 18 мая 1948 года, которым Алдерменская Скала была переименована в Сторожевое. Ликвидировано до 1960 года, (поскольку в «Справочнике административно-территориального деления Крымской области на 15 июня 1960 года» селение уже не значилось), как село Новосельского сельсовета.